# Juan Aldama
Juan Aldama (San Miguel el Grande, 1774. január 3. – Chihuahua, 1811. június 26.) mexikói függetlenségi harcos volt.

## Korai évei
Juan Aldama egy hacinendán dolgozó kreol szülőktől származott, azonban őt a gazdálkodás helyett inkább a katonai pálya érdekelte, így csatlakozott a spanyol királyi hadsereghez, ahol hamarosan a helyi lovasság kapitányává léptették elő.

## Részvétele a függetlenségi harcokban
A 19. század elején meg kellett tapasztalnia többek között azt, hogy a spanyol uralom korlátozza szülőföldjének külkereskedelmi kapcsolatait más (Spanyolországon kívüli) országokkal és hogy a kreolokat hátrányosan megkülönböztetik (nem tölthettek be fontos állásokat a közszférában). Ennek köszönhetően fokozatosan spanyolellenes érzelmek bontakoztak ki benne, hasonlóan több rokonához: öccsével, Ignacióval és két unokaöccsével, Marianóval és Antonióval együtt 1809-ben részt vett a valladolidi összeesküvésben és 1810-ben a querétarói titkos gyűléseken.
Szeptember 10-én azonban egyik társuk, Joaquín Arias besúgta őket. Egy néhány nappal későbbi újabb árulás következtében a város vezetője (corregidorja) elrendelte a gyűléseken részt vevő González testvérek házainak átkutatását, fegyvereket keresve. A corregidor felesége, Josefa Ortiz de Domínguez azonban értesítette Ignacio Aldamát, az üzenet küldöncétől pedig Juan Aldama is tudomást szerzett arról, hogy a titkos gyűléseket leleplezték. Így Juan felkereste Miguel Hidalgót és Ignacio Allendét, akik megbeszélték, hogy a mozgalmat folytatni kell. Szeptember 16-án Hidalgo Dolores városában félreverette a harangokat, hogy harcba hívja az embereket, elhangzott az úgynevezett Grito de Dolores: megkezdődött a felkelés. Másnap San Miguel el Grandében (ma San Miguel de Allende) megalakult a felkelők első „kormánya”, melynek vezetőjévé Juan Aldamát választották.
Aldama számos embert állított a függetlenségi harc oldalára, sőt, még arra is odafigyelt, hogy emberei ne kövessenek el fosztogatásokat a civil lakosság kárára vagy hogy ne álljanak bosszút azokon a lakosokon, akik nem az ő oldalukon álltak.
Mivel Hidalgóval kisebb kérdésekben többször szembekerült (például nem volt hajlandó az európaiak javait elrabolni, illetve többször védelmezte az elfogott magas rangú spanyol foglyok jogait), a hadjáratok során csak kisebb jelentőségű feladatokat kapott. Ennek ellenére a spanyolok veszedelmes ellenségnek tartották, fejére 10 000 peso vérdíjat is kitűztek.
Októberben főhadnagyként részt vett a győzedelmes Monte de las Cruces-i, novemberben pedig a vesztes aculcói és guanajuatói csatákban, majd 1811-ben a Calderón-hídi csatában, ahol csapatai ismét vereséget szenvedtek. Megkezdték a visszavonulást észak felé, de Acatita de Bajánnál elfogták Aldamát és társait, majd Chihuahua városába szállították őket. Itt a felkelésben való részvételért társaival együtt halálra ítélték, az ítéletet 1811. június 26-án hajtották végre: agyonlőtték és fejét levágták.
Levágott fejét elküldték a guanajuatói Alhóndiga de Granaditas épületébe, ahol elrettentésül ki is függesztették. A fej egészen 1824-ig ott is maradt, ekkor azonban átszállították Mexikóvárosba, ahol testével együtt a székesegyház oltára alá temették el. Később azonban a maradványokat áthelyezték a szintén fővárosi Függetlenség-emlékmű alá, 2010-ben pedig a Museo Nacional de Historia múzeumban megkezdték a test vizsgálatát.